# Tripla giunzione di Tongareva
La tripla giunzione di Tongareva, chiamata anche tripla giunzione Pacifico-Farallon-Phoenix, era una tripla giunzione geologica situata nella regione sud occidentale dell’Oceano Pacifico, nel punto di incontro di tre placche tettoniche, nella fattispecie, la placca pacifica, la placca delle Farallon e la placca di Phoenix. Questa giunzione è esistita per tutto il medio-Cretaceo e, essendo l’intersezione di tre dorsali oceaniche (in inglese mid-ocean ridge), era una giunzione stabile di tipo R-R-R.
Un episodio vulcanico che ha riguardato questa tripla giunzione tra i 125 e i 120 milioni di anni fa, ha portato alla creazione del plateau oceanico (o tavolato oceanico) a est delle isole Samoa chiamato plateau di Manihiki.